# Revolution 9
A Revolution 9 egy dal, amely a The Beatles együttes 1968-as azonos nevet viselő albumán jelent meg. A hangmontázst John Lennon szerkesztette, akinek Yoko Ono és George Harrison segített a felvételi munkákban. Ringo Starr és Paul McCartney semmilyen mértékben sem segédkezett a mű megalkotásában. (utóbbi ekkoriban New York-ban tartózkodott)
A dal zenei alapját a Revolution 1 dal 1968. május 30-ai rögzítése adta. (az alapfelvételen kivehető Lennon "Alright!" ordítása, valamint Ono hangja, amin azt mondja: "You become naked" ("Meztelen leszel")) A befejező részét (amely 6 perc hosszúságura sikeredett) június 6-án Lennon levágta. Lennon eredeti elképzelése az volt, hogy a műben hangok segítségvel próbálja egy forradalom hangulatát utánozni. Ehhez a zenei alaphoz keresett a EMI stúdióban, valamint saját archívumából különböző effekteket, zenekari betéteket, puskalövés hangjait. Összesen 20 - 30 szalag anyagát használták fel a felvételhez, amiket Onóval össze-vissza szabdaltak, hurkokat készítettek belőle, majd illesztették a hangmontázshoz, miközben zenei darabokat játszottak le oda- és visszafelé.
A dal, június 20-ai végső változatán a következő dolgoka vehetők ki:
- George Martin producer és Alistair Taylor, az Apple cég elnökének beszélgetése, amelyben kifejezi bocsánatkérését, hogy elfelejtette neki hozni "az ígért bort".
- Az EMI egyik technikusnak a hangja, aki a dal elején azt ismételgeti, hogy: number 9, number 9 , number 9... (a 9-es Lennon szerencseszáma volt[7][8])
- Paul McCartney zongoraszólama
- szimfonikus darabok (Schumann: Szimfonikus Etűdök, Vaughan Williams: Clap Your Hands, Beethoven: Fantasy for Piano and Orchestra, Sibelius: Symphony No. 7, valamint James Thornton: The Streets of Cario, Or The Poor Little Country Maid részletei)
- az A Day In The Life zenekari részlete visszafelé lejátszva
- mellotron-zene Lennon előadásában
- tömegaj, puskalövés effektek, női nevetés, baba hangok
- egy futballmérközésen rögzített felvétel, amin a tömeg azt kiabálja, hogy: "Block that kick!"
- John Lennon bekiabálásai, amin a következőket mondja: "5 százalékkal lassult a gyári termelés...", "törött széken ülök, törött szárnyakkal...", "nem vagyok jó hangulatban...", "hagymaleves..." stb.
- George Harrison bekiabálásai: "the Watusi... The Twist.... Eldorado"
- Geroge Martin hangja, amint megkéri Geoff Emericket, hogy: "...kapcsold fel a piros lámpát"

A fevétel több mint 9 percesre sikeredett, de ezt végül 8:22-re rövidítették le. Ezzel így lett az együttes leghosszabb megjelent száma. Azonban George Martin és Paul McCartney sem szerette volna, ha az albumra kerül. A dalt (az album többi szerzeményéhez hasonlóan) a hírhedt amerikai szektavezér, Charles Manson az apokalipszis próféciájának látta. Emellett a Paul halott elmélet hívei szerint a dalban van egy bizonyíték: az elején hallható "number nine" visszafelé játszva "turn me on dead man" ("kapcsolja nekem a halott embert").